# Orthotrichum alpestre
Orthotrichum alpestre là một loài Rêu trong họ Orthotrichaceae. Loài này được Hornsch. ex B.S.G. mô tả khoa học đầu tiên năm 1849.